# 景曹
景曹（前6世纪？—前472年），曹姓，春秋时期女性人物，宋元公的夫人，小邾国君的女儿。

## 生平
景曹的母亲是季公若的姐姐，嫁给小邾君为夫人，生女景曹。景曹是宋国国君宋元公的夫人。鲁昭公二十五年（前517年）她的女儿嫁给季平子，鲁国派叔孙婼到宋国行聘迎亲。季公若也前往，对景曹说让她不要答应亲事，因为此时鲁国正在准备驱逐季平子。宋元公夫人告诉宋元公。宋元公问乐祁，乐祁认为鲁国政权掌握在季氏手中已经三世，鲁君丧失政权已经四世，鲁君一定要逃往国外。。鲁哀公二十三年（前472年）春，宋国的景曹去世。季康子派冉有去吊唁送葬，说：“敝邑有国家大事，我季孙肥事务繁忙，不能随同送葬，特派冉求前来跟随在舆人之后，说：‘由于我季孙肥忝居远房外甥，有不丰厚的先人的马匹，派冉求献给夫人的家宰，也许能与夫人的马匹相称。’”她的谥号与儿子相同为景，一说只是将儿子的谥号冠于她的称号之上。

## 家族
- 外祖父：季武子
  - 舅舅：公弥、季悼子、季公鸟、季公若
  - 母亲：季公若之姐
  - 父亲：小邾国君
    - 景曹，宋元公的夫人
    - 丈夫：宋元公
      - 儿子：宋景公、母弟辰
      - 女儿：季平子夫人
      - 女婿：季平子（表弟，舅舅季悼子的儿子）
        - 外孙：季桓子、季寤、季鲂侯
          - 曾外孙：季康子